# Ч̣
Cette page contient des caractères spéciaux ou non latins. S’ils s’affichent mal (▯, ?, etc.), consultez la page d’aide Unicode.
Ч̣ (minuscule : ч̣), appelé tché point souscrit, est une lettre additionnelle de l’alphabet cyrillique utilisée dans la transcription de l’ishkashimi ou du wakhi. Elle est composée du tché ‹ Ч › diacrité d’un point souscrit.

## Utilisations
Dans certains ouvrages, le tché point souscrit ‹ ч̣ › est utilisé pour transcrire une consonne affriquée rétroflexe sourde [ʈ͡ʂ] l’ishkashimi ou le wakhi.

## Représentation informatique
Le tché point souscrit peut être représenté avec les caractères Unicode suivants :
- décomposé (cyrillique, diacritiques) :

| formes    | représentations | chaînes de caractères | points de code | descriptions                                                |
| --------- | --------------- | --------------------- | -------------- | ----------------------------------------------------------- |
| capitale  | Ч̣               | Ч◌̣                    | U+0427 U+0323  | lettre majuscule cyrillique tché diacritique point souscrit |
| minuscule | ч̣               | ч◌̣                    | U+0447 U+0323  | lettre minuscule cyrillique tché diacritique point souscrit |